# 57.ª Feira do Livro de Porto Alegre
A 57ª Feira do Livro de Porto Alegre ocorreu entre os dias 28 de outubro de 2011 e 15 de novembro de 2011 no no centro histórico da capital do estado do Rio Grande do Sul. Como nas três edições anteriores, o evento foi dividido em três áreas de interesse: Área Geral, Área Internacional e a Área Infantil e Juvenil.